# French Open 1950 (Badminton)
Die French Open 1950 im Badminton fanden am 1. und 2. April 1950 in Paris statt. Es war die 22. Auflage des Championats.

## Finalresultate
| Disziplin    | Sieger                      | Finalist                        | Ergebnis          |
| ------------ | --------------------------- | ------------------------------- | ----------------- |
| Herreneinzel | David Choong                | Fook Loong Chai                 | 15-3, 15-8        |
| Dameneinzel  | Audrey Blathwayt            | M. Crombie                      | 11-8, 8-11, 11-3  |
| Herrendoppel | David Choong John Newland   | Fook Loong Chai E. W. Barker    | 6-15, 15-11, 15-6 |
| Damendoppel  | Audrey Blathwayt M. Crombie | Mavis Henderson Audrey Stone    | 9-15, 15-9, 15-10 |
| Mixed        | David Choong Audrey Stone   | Choong Ewe Jin Audrey Blathwayt | 18-16, 15-5       |